# برگ نمدی مصری
برگ نمدی مصری، توتر (نام علمی: Abutilon muticum) نام یک گونه از برگ نمدی است. این درختچه در مناطق جنوبی ایران می‌روید.